# Bruckmühle (Markgröningen)

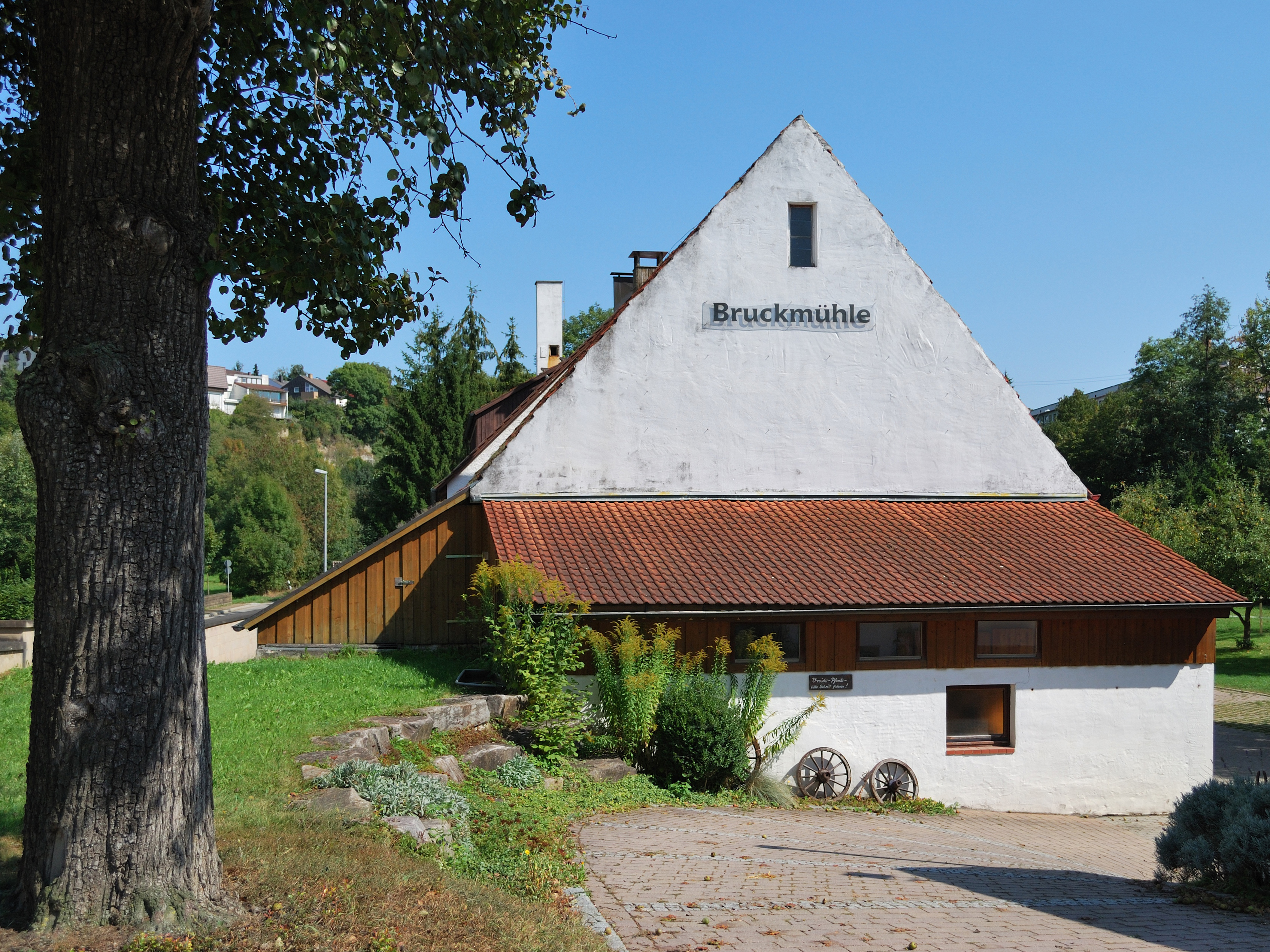
Hauptgebäude der Bruckmühle

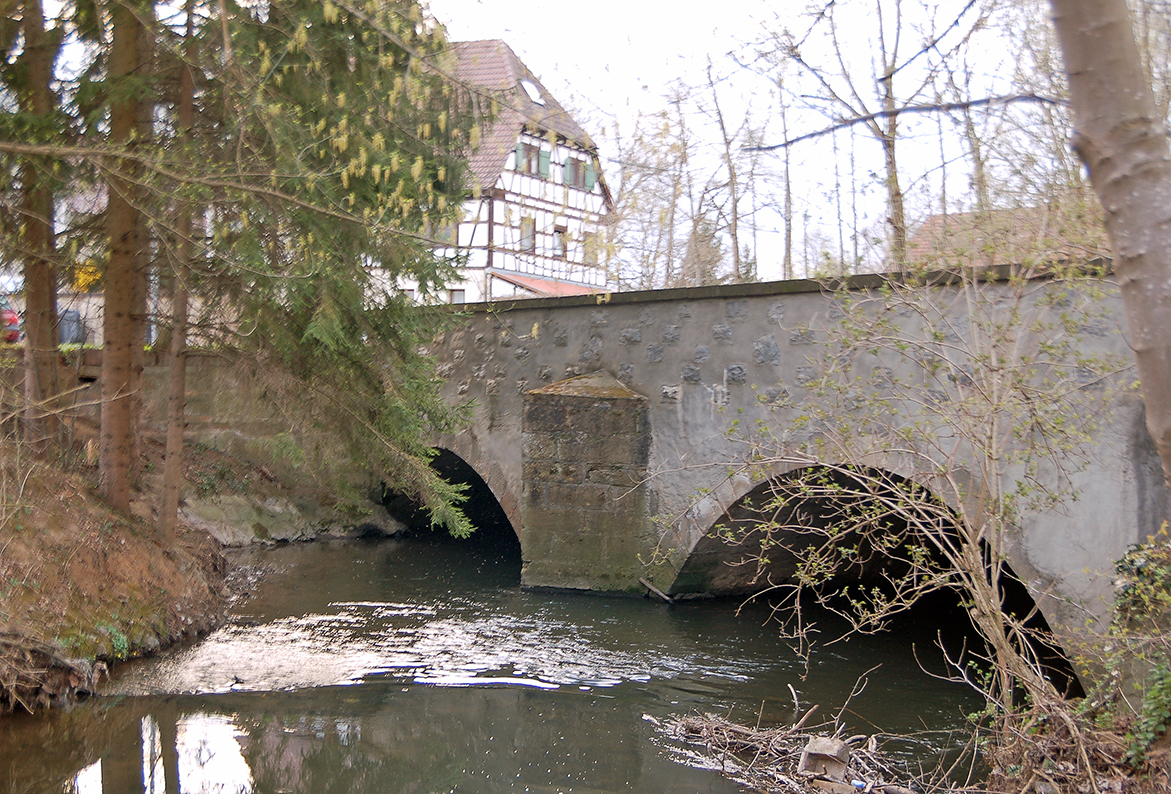
Glemsbrücke bei der Bruckmühle. Der linke Durchlass war für ihren Mühlgraben, der hinter der Brücke in den Kanal der Spitalmühle überging

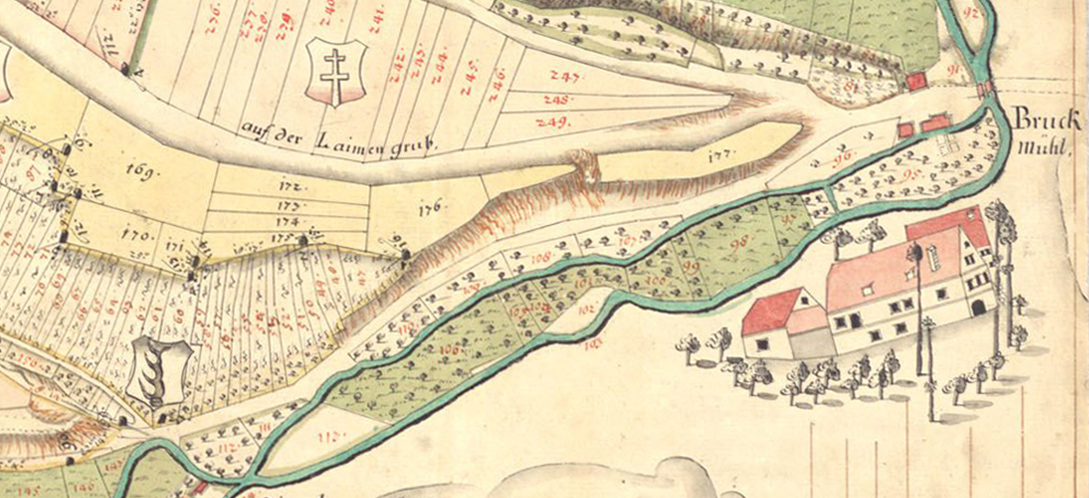
Bruckmühle auf der Aussfeldkarte von 1752

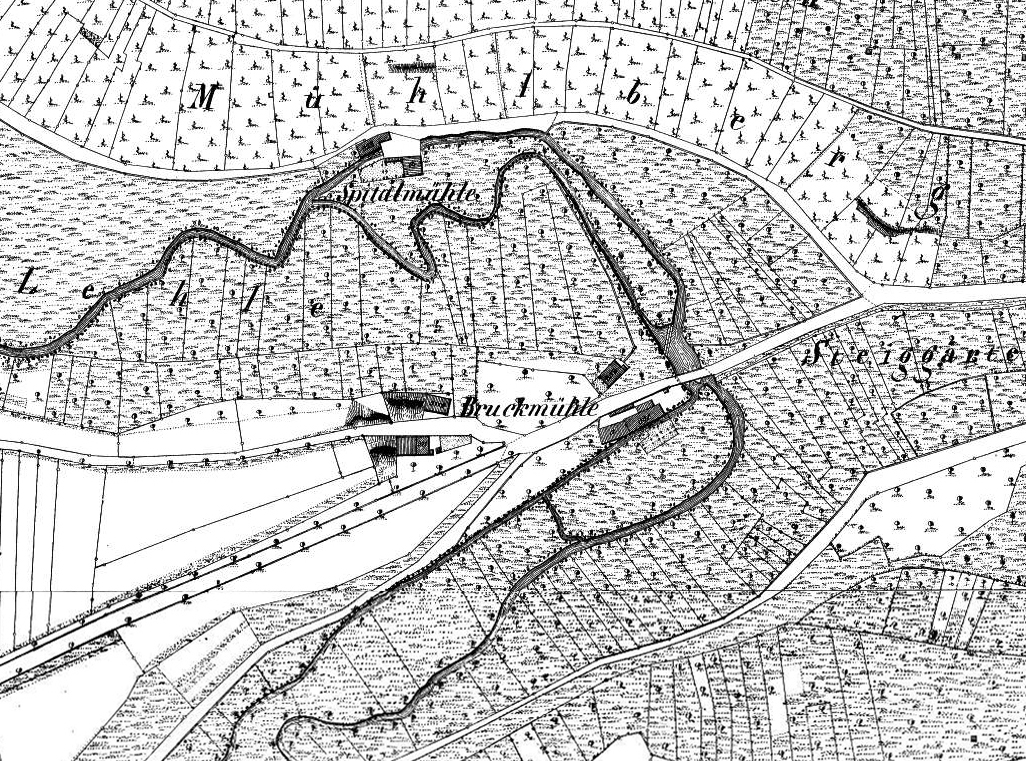
Gebäude der Bruckmühle 1831 zwischen Glems und Vaihinger Straße

Die Bruckmühle war eine Getreidemühle bei Markgröningen an der Brücke der Vaihinger Straße über die Glems.

## Geschichte
Die erste historische Erwähnung findet die Markgröninger Bruckmühle als „Muln an der Brücken“ im Jahr 1424. Sie besaß ursprünglich vier Wasserräder, die von einem 695 Meter langen, links von der Glems abgezweigten Kanal gespeist wurden. 1750 wurde der damalige Besitzer Daniel Mayer aktenkundig, weil er die 1729 von Herzog Eberhard Ludwig von Württemberg erlassene Mühl- und Müllerordnung missachtet hätte. Die Bauern der Stadt hatten ihm ebenso wie seinen drei Konkurrenten unlauteres Geschäftsgebaren vorgeworfen.
Im Jahr 1906 gehörte die Bruckmühle August Sax und hatte zwei oberschlächtige Wasserräder. Sie hatten einen Durchmesser von 2,95 m bzw. 3 m und eine Breite von 1,60 m bzw. 1,88 m und lieferten bei 300 l/s Wasserzufluss eine Rohleistung von 14 PS. Anfang des 20. Jahrhunderts hat Lina Sax die Wasserräder durch eine Francis-Turbine ersetzt. Im Jahr 1937 ist dann zur Unterstützung der Wasserkraft ein Elektromotor mit 10 PS Leistung hinzugekommen. Der Mühlenbetrieb wurde 1956 von Fritz Eugen Sax eingestellt.
Heute wird das Mühlengebäude als Wohnhaus genutzt. Von der ehemaligen Mühleneinrichtung ist nichts mehr vorhanden.